# Gwennole Le Menn
 (janvier 2023).
Si vous disposez d'ouvrages ou d'articles de référence ou si vous connaissez des sites web de qualité traitant du thème abordé ici, merci de compléter l'article en donnant les références utiles à sa vérifiabilité et en les liant à la section « Notes et références ».
Pour les articles homonymes, voir Le Menn.
Gwennole Le Menn (1938-2009) est un linguiste et celtisant français. Il a édité divers ouvrages anciens en moyen breton aux éditions Skol, après avoir soutenu à Rennes en 1981 une thèse intitulée Contribution à l'étude de l'histoire des dictionnaires bretons.

## Sur leCatholicon
Gwennole Le Menn entreprend, pour faciliter ses propres recherches, d'établir l’inventaire des mots du Catholicon breton. Son index est composé de la totalité des mots bretons contenus dans le Catholicon de 1499, suivis de la traduction française qu’on y trouve, le tout présenté sous forme de dictionnaire : les entrées sont en breton littéraire moderne et sont suivies d’une traduction moderne. Tiré à 300 exemplaires, il s’agit du 11e volume de la Bibliothèque bretonne, une collection éditée par Skol qu'il dirige. Il dirige aussi le volume d'hommage au celtisant Léon Fleuriot et contribué à la redécouverte de l'œuvre de son compatriote briochin Émile Ernault.
À la recherche des impressions anciennes en breton, il est (avec Michel Simonin) l'un des meilleurs connaisseurs de l'histoire de l'imprimerie en Bretagne. Il décède le 15 avril 2009 à Saint-Brieuc.

## Œuvres
- La femme au sein d'or. Des chants populaires bretons… aux légendes celtiques ; Saint-Brieuc, Skol, 1985.
- Grand choix de prénoms bretons ; Coop Breizh.
- Les noms de famille les plus portés en Bretagne (5000 noms étudiés) ; Coop Breizh.
- Le vocabulaire breton du Catholicon (1499), le premier dictionnaire breton imprimé breton-français-latin de Jehan Lagadeuc ; Saint-Brieuc, Skol, 2001.

Article
- « Le breton et son enseignement », Langue française, Armand Colin, no 25 « L'enseignement des "langues régionales" »,‎ 1975, p. 71-83 (ISSN 0023-8368, lire en ligne)